# الفتى برهان
الفتى برهان مسلسل أنمي ياباني من إنتاج استديو تاتسونكو برودكشن. تم عرضه لأول مره في 5 أكتوبر 1969 واستمر عرضه حتى 27 سبتمبر 1970 . تمت دبلجة المسلسل للعربية.

## روابط خارجية
- الفتى برهان على موقع IMDb (الإنجليزية)
- الفتى برهان على موقع كينوبويسك (الروسية)
- الفتى برهان على موقع قاعدة بيانات الفيلم (الإنجليزية)
- الفتى برهان على موقع ANN anime (الإنجليزية)